# Aphytis melinus
Aphytis melinus és una espècie d'himenòpter apòcrit de la família dels afelínids (Aphelinidae). Ha sigut introduït a la majoria de les zones on es cultiven cítrics, a l'Estat espanyol des de 1976, inicialment per controlar el poll roig (Chrysomphalus dictyospermi) i posteriorment per al control del poll roig de Califòrnia (Aonidiella aurantii). Aquesta espècie ha desplaçat parcialment a algunes de les espècies autòctones del mateix gènere.

## Etimologia
- Aphytis: una ciutat antiga de Tràcia, fins ara coneguda per un temple d'Apol·lo.[3]
- melinus: del llatí. Nominatiu singular masculí de mel.[4] Fent referència al color del cos.

## Biologia
Aphytis melinus és un ectoparasitoide nadiu del Pakistan i l'Índia d'uns 1-2 mm. Pon entre un i tres ous per hoste, generalment un, per a això, introdueix un ou sota l'escut de les cotxinilles. El dipositen sobre el cos de l'hoste després d'haver-lo paralitzat. La reproducció és per partenogènesi arrenotoca, és a dir, els ous que diposita la femella, si estan fecundats donaran lloc a femelles i si no ho estan, a mascles haploides. Una femella adulta pon entre 50 i 100 ous al llarg de la seua vida. La larva es menja el cos de la cotxinilla fins a completar el seu desenvolupament (15 a 21 dies). La pupa es forma sota l'escut de la cotxinilla. La característica presència de meconis de color marró, produïts per la larva, indica que el diaspídid ha sigut parasitat, fins i tot després d'haver-hi emergit el parasitoide. La femella adulta necessita proteïna per a produir els ous, i normalment l'obté alimentant-se del poll roig de Califòrnia (Aonidiella aurantii). Fins a un 50% de tota la població de cotxinilla pot ser destruïda per l'alimentació dels adults. A més, una gran part dels diaspídids moren directament quan el paràsit les perfora amb el seu ovipositor per a nodrir-se dels fluids que sorgeixen per la ferida provocada. Aquesta acció de depredació (picades alimentoses) és molt important en el camp per al control dels diaspídids.
La vida mitjana d'un adult són dues setmanes en condicions de camp. Aquesta espècie està ben adaptada als estius calorosos i a una humitat baixa. L'interval de temperatura ideal per al desenvolupament es troba entre 25 i 30° C, encara que pot tolerar temperatures superiors als 35° C. Les temperatures superiors a 38° C durant diversos dies consecutius (per exemple, condicions d'onada de calor) no són propícies per a l'activitat del parasitoide, però no l'eliminarà.
Aquesta espècie d'himenòpter és més abundant a l'estiu i tardor.

## Control de plagues
A la costa oest dels EUA és el principal responsable del control biològic de poll roig de Califòrnia. A l'Estat espanyol, també s'ha convertit en el seu principal enemic natural. No obstant això, en la majoria de les parcel·les no arriba a controlar les poblacions d'A. aurantii. En l'actualitat existeix un programa per a posar a punt les soltes massives d'aquest afelínid per tal d'aconseguir controlar les poblacions de A. aurantii sense recórrer a l'ús d'insecticides.
Parasita mascles de segon estadi i femelles de segon i tercer estadi i adultes no fecundades. Per cada generació de poll roig de Califòrnia en passen tres d'A. melinus. També controla poblacions de poll blanc (Aspidiotus hederae), poll gris (Parlatoria pergandii), poll blanc de la llimera (Aspidiotus nerii), poll de San José (Quadraspidiotus perniciosus) i d'altres coccoïdeus.
Després d'uns quants dies d'elevades temperatures s'aconsella reintroduir individus si es practica el control biològic per inundació.